# シミズストア
シミズストアは、株式会社清水商店が福島県中通り周辺で展開しているスーパーマーケットである。

## 店舗
食料品を中心に扱うスーパーマーケットで福島県内に6店舗出店している。
郡山市
- 咲田店
- 針生店 (不二家FC)
- 金屋店

田村市
- 常葉店
- ふねひきパーク店 (不二家FC)

本宮市
- 本宮店

### 閉店した店舗
いわき市
- リスポ店
いわき市小名浜のタウンモールリスポ内にあった。リスポの完全閉館により2018年1月15日閉店。
2018年7月27日、跡地にヨークベニマル小名浜リスポ店が新築開店[1]。

## ふねひきパーク
田村市船引町にある商業施設。衣料品・化粧品・服飾品・靴・バッグ・生活雑貨などを扱う。高低差のある場所に立地しているため、国道288号線側から見ると一階建て、大滝根川側から見ると二階建てに見える。
福島第一原子力発電所事故で浪江町の店舗の営業休止を余儀なくされたサンプラザが震災後初の店舗をふねひきパークにオープンした。

### 一階
- シミズストアふねひきパーク店
- 不二家ふねひきパーク店

### 二階
- サンプラザ船引店
- セリア船引店
- とくとく(うどん屋)
- カーブス福島船引店
- バラエティグッズリナパーク店
- カメラのカタソネ